# Juhász Gyula (szobrász, 1905–1994)
Juhász Gyula (Bojt, 1905. szeptember 8. – Budapest, 1994. április 15.) szobrász, képzőművész.

## Életútja
Autodidakta művész. 1931-től 1934-ig az Iparművészeti Iskola esti tanfolyamának volt hallgatója, mesterei Ohmann Béla és Fülöp Elemér voltak. Kisfaludi Strobl Zsigmond műtermében munkálkodott, részt vett műveinek kivitelezésében (pl.: II. Rákóczi Ferenc és Kossuth Lajos szobra a Millenniumi emlékművön). Az új Kossuth-szobor elkészítésének munkálatain is dolgozott. 1950-től 1970-ig a Magyar Képzőművészeti Főiskolán tanított gipsztechnikát és kőfaragást. Felnagyította, majd kőben kivitelezte az Operaház Glinka- és Wagner-szobrait Mikus Sándor mintája nyomán. 